# Monty Python

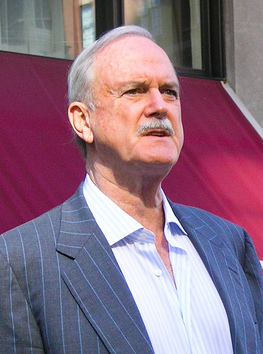
John Cleese

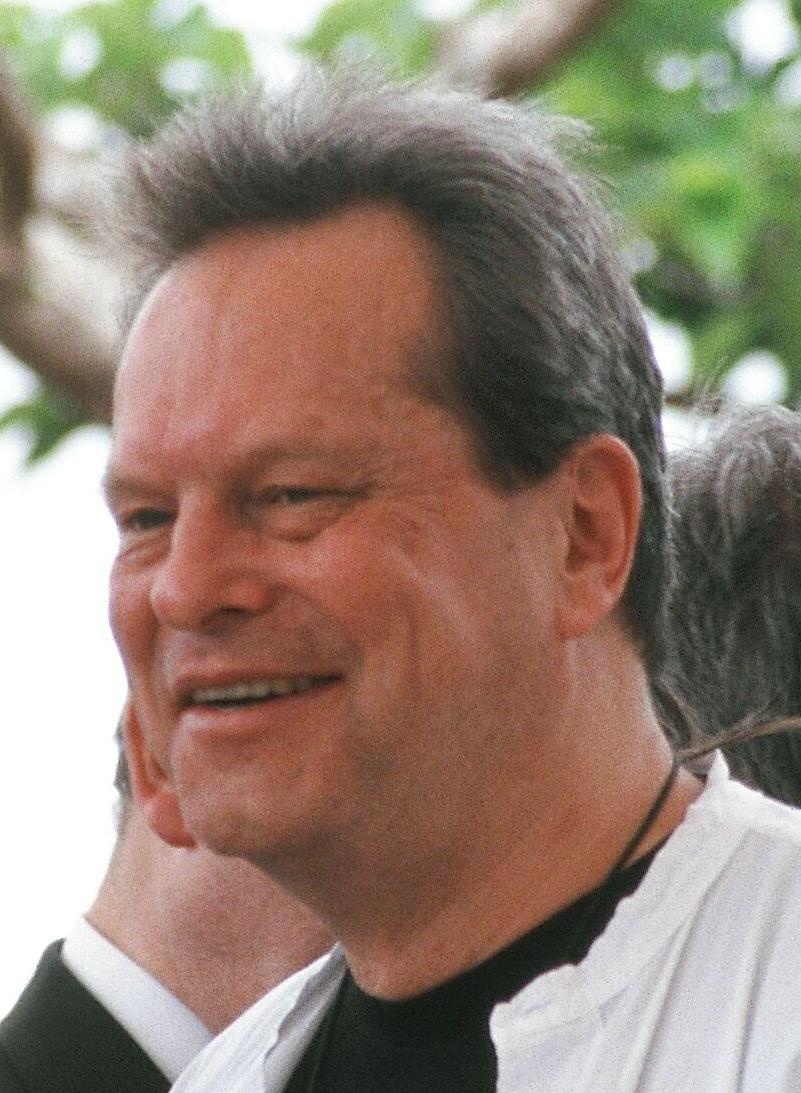
Terry Gilliam

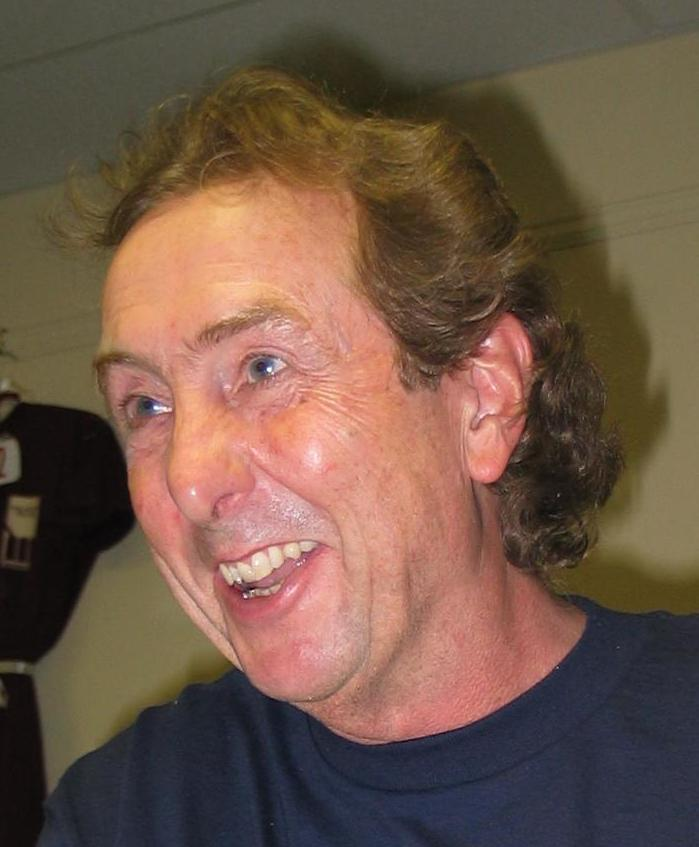
Eric Idle

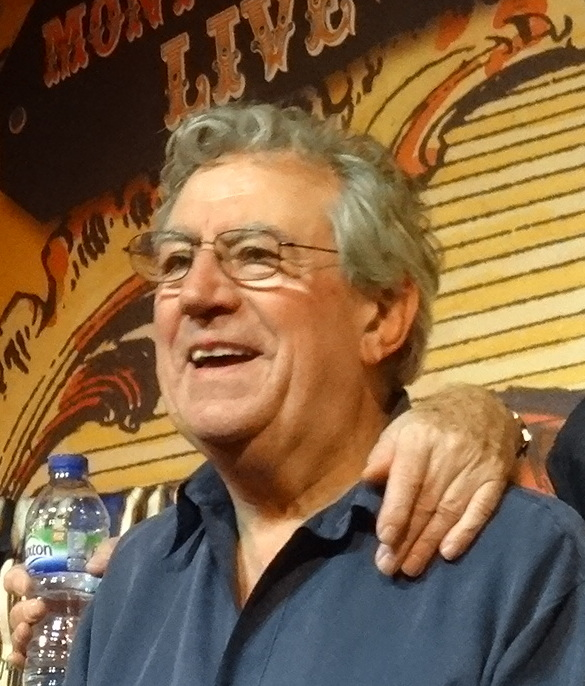
Terry Jones

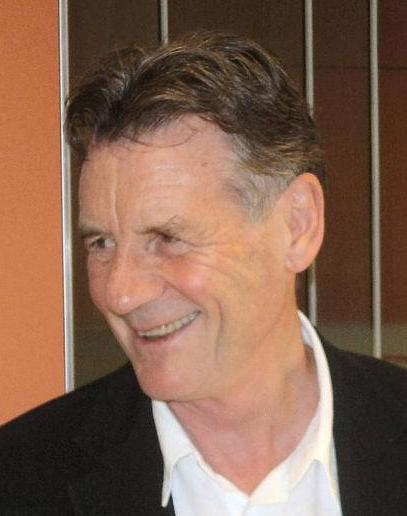
Michael Palin

Monty Python [ˌmɒnti ˈpaɪθən] (anhörenⓘ) war eine britische Komikergruppe. Sie wurde 1969 gegründet und hatte ihre Blütezeit in den 1970er Jahren, in denen die Fernsehserie Monty Python’s Flying Circus und mehrere Kinofilme, unter anderem Das Leben des Brian, entstanden. 1983 löste sich die Gruppe vorerst auf. Der letzte gemeinsame Auftritt aller sechs Mitglieder fand 1989 zur Produktion der Jubiläumszusammenstellung Parrot Sketch Not Included – 20 Years of Monty Python statt. Nach dem Tod von Graham Chapman 1989 traten die damals noch verbliebenen fünf Mitglieder 2014 wieder gemeinsam auf, präsentierten aber kein neues Material. Mit der letzten Show am 20. Juli 2014 löste sich die Gruppe auf. Ihr humoristischer Einfluss gilt bis heute als wegweisend und wurde von zahlreichen Komikern adaptiert und weiterentwickelt.

## Entstehung und Geschichte
Monty Python bestand aus:
- Graham Chapman (1941–1989)
- John Cleese (* 1939)
- Terry Gilliam (* 1940)
- Eric Idle (* 1943)
- Terry Jones (1942–2020)
- Michael Palin (* 1943)

Cleese, Chapman und Idle studierten an der Universität Cambridge, Palin und Jones an der Universität Oxford, wo sie im Schreiben und Darstellen komischer Sketche erste Erfahrungen sammelten. Alle fünf hatten bereits für die BBC gearbeitet, als Cleese Anfang 1969 eine Zusammenarbeit vorschlug. Die ursprüngliche Gruppenbildung beim Skript-Schreiben blieb während der Monty-Python-Zeit weitgehend bestehen. Terry Jones bezeichnete dies später als „The Oxford-Cambridge-Divide“: Zumeist schrieben Cleese mit Chapman und Palin mit Jones, während Idle keinem der beiden Teams angehörte und neben seinem eigenen Material oftmals auch Ideen für die Struktur der einzelnen Shows beisteuerte. Das sechste Mitglied, der US-Amerikaner Terry Gilliam, kam vom Occidental College, Los Angeles, dazu. Er zeichnete sich hauptsächlich durch seine surrealen Cut-Out-Animationen aus, spielte aber auch kleinere Rollen, meist ohne Text. Im Lauf der Zeit übernahm er immer öfter die Regie bei den Sketchen und Filmen. Häufige Mitarbeiter der Gruppe waren Carol Cleveland, Connie Booth und Neil Innes, die in zahlreichen Sketchen des „Flying Circus“ und auch in den meisten Kinofilmen mitwirkten.
Von 1969 bis 1974 drehte die Gruppe für die BBC 45 Folgen (drei Staffeln mit je 13 Folgen, eine Staffel mit sechs Folgen) der Serie Monty Python’s Flying Circus, in der Sketche und Trickfilmszenen gemischt wurden. Die erste Sendung wurde am 5. Oktober 1969 um 23:00 Uhr ausgestrahlt. In den Jahren 1971 und 1972 wurden zwei Folgen in deutscher Sprache als Monty Pythons fliegender Zirkus speziell für das deutsche und österreichische Fernsehen produziert und gesendet.
Der Name Monty Python’s Flying Circus für die Show-Serie entstand erst 1969 kurz vor Drehbeginn bei einer der letzten Besprechungen in Cleese’ damaliger Wohnung in der Basil Street in Kensington:

“Several zany titles resulted until John Cleese came up with the last name Python and Eric Idle remembered a character he had met in a pub years before. The stranger had been a dapper sort and every time he came into the pub he would ask the patrons, ‘Has Monty been in yet?’ Idle’s compatriots liked the name and so the troupe and the show became Monty Python’s Flying Circus.”

„Mehrere verrückte Titel kursierten, bis John Cleese mit dem Nachnamen Python ankam und Eric Idle sich an jemanden erinnerte, den er Jahre zuvor in einer Kneipe getroffen hatte. Der Fremde war ein eleganter Typ, und jedes Mal, wenn er in die Kneipe kam, fragte er die Gäste: ‚War Monty schon hier?‘ Idles Kollegen fanden den Namen gut, und so wurde aus der Truppe und der Show Monty Python’s Flying Circus.“

Die Serie bestach durch ihren überaus ungewöhnlichen, oft absurden Humor. In Anlehnung an den Ausdruck „kafkaesk“ wurde diese Stilrichtung auch als „pythonesk“ bezeichnet. Sie zeichnet sich durch hintersinnigen und vor allem schwarzen Humor aus. Die Serie gilt sowohl formal als auch inhaltlich als wegweisend für das Genre der Comedy. Insbesondere der Verzicht auf eine Schlusspointe im Anschluss an eine besonders absurde Szene war revolutionär und wirkte stilbildend. Bewusst wurden Sketche und ganze Folgen im Widerspruch zu den Sehgewohnheiten als Bewusstseinsstrom inszeniert. Auch die Vierte Wand wurde häufig durchbrochen. Dabei lag hinter der Absurdität der Sketche nicht selten auch harsche Gesellschaftskritik verborgen. Bekannt ist auch die Erkennungsmelodie aus Monty Python’s Flying Circus: Es handelt sich um John Philip Sousas Marsch The Liberty Bell. Nachdem John Cleese bereits nach dem zweiten Jahr mit dem Gedanken gespielt hatte, die Gruppe zu verlassen, da er sich mehr Zeit für eigene Projekte wünschte und zudem fürchtete, der Humor des Circus werde zu vorhersehbar, war er schließlich in der vierten Staffel – abgesehen von zwei kurzen Auftritten – nicht mehr dabei. Es wurden für diese letzte Staffel nur noch sechs Folgen erstellt, wobei Texte von Cleese mit seinem Einverständnis verwendet wurden.
Nach ihrer Zeit beim Fernsehen wandten sich Monty Python dem Film zu, nun wieder unter Mitwirkung von Cleese. Monty Pythons wunderbare Welt der Schwerkraft (Originaltitel: And Now For Something Completely Different) wurde bereits während der Zeit des Flying Circus für das Kino gedreht. Er enthielt fast ausnahmslos neu gedrehte Sketche, die aber bereits im Flying Circus zu sehen gewesen waren. Im direkten Anschluss begannen in Schottland die Dreharbeiten zum zweiten Kinofilm Die Ritter der Kokosnuß (Originaltitel: Monty Python and the Holy Grail), eine Parodie auf die Artussage und das Genre der Ritterfilme. Der mit sehr geringem Budget gedrehte Film war bei Kritik und Publikum erfolgreich und machte die Gruppe auch in den USA bekannter.
Im Jahr 1979 drehte die Gruppe ihren wohl einflussreichsten und bekanntesten Film Das Leben des Brian. Der von George Harrison produzierte Film befasst sich satirisch und mit schwarzem Humor mit religiösen und sozialen Themen und parodiert zugleich die Bibelfilme der 1950er und 1960er Jahre: Der Protagonist Brian, geboren zur selben Zeit wie Jesus von Nazareth, wird immer wieder für den Messias gehalten und schließlich gekreuzigt. Gegen den kontroversen Inhalt des Filmes protestierten unter anderem britische und amerikanische konservative Christen, nicht selten in der irrigen Annahme, Brian solle Jesus sein, der zudem im Film zweimal kurz erscheint. So nahmen manche Kinobetreiber den Film aus Rücksicht auf religiöse Empfindsamkeiten nicht ins Programm auf.
1983 kam mit Der Sinn des Lebens (The Meaning of Life) ein weiterer Film ins Kino. Er bot keine zusammenhängende Handlung, sondern, wie bereits Monty Pythons wunderbare Welt der Schwerkraft, eine Reihe von einzelnen Sketchen. Mit Chapman, Idle und Cleese traten im selben Jahr drei der sechs Mitglieder in der Piratenfilm-Parodie Dotterbart (Yellowbeard) auf, wobei Chapman auch am Drehbuch beteiligt war und die Hauptrolle spielte. Noch im gleichen Jahr beendete die Gruppe zunächst ihre Zusammenarbeit, unter anderem aufgrund des verschlechterten Gesundheitszustands von Graham Chapman, der an schwerem Alkoholismus litt. Als er 1989 an Krebs starb, versammelten sich die verbliebenen Gruppenmitglieder bei der Trauerfeier. Cleese und Palin hielten vielbeachtete Reden, und alle gemeinsam sangen den Song Always Look on the Bright Side of Life. 1998 traten die fünf noch lebenden Mitglieder gemeinsam in Aspen (Colorado) auf. Auch einzeln waren die Mitglieder als Schauspieler, Autor oder Regisseur erfolgreich (auch schon vor ihrer Monty-Python-Zeit) und sind es zum Teil auch heute noch. Der Gruppe gehört auch die Produktionsfirma Python (Monty) Pictures Limited.
Gilliam, Idle, Jones und Palin traten zusammen mit Carol Cleveland und Neil Innes 2002 auf dem Gedenkkonzert für George Harrison auf, da dieser den Film Das Leben des Brian mit seiner extra dafür gegründeten Firma HandMade Films produziert hatte. Für John Cleese, der zu diesem Zeitpunkt erkrankt war, sprang Tom Hanks bei einem Sketch ein.
Das Monty-Python-Musical Monty Python’s Spamalot wurde 2005 am New Yorker Broadway uraufgeführt, das dort seither regelmäßig gespielt wird und auch mehrmonatige Aufführungsreihen in London, Las Vegas und im Kölner Musical Dome hatte. Besonders Eric Idle war intensiv an dieser Produktion beteiligt.
Im Jahr 2012 wurde der Film Absolutely Anything (Deutscher Titel: Zufällig allmächtig) angekündigt. Der Film basiert auf einer Idee von Terry Jones, der auch Regie führte. In dem Film verleihen alle lebenden Monty Pythons Aliens ihre Stimmen. Der Film wurde als „Science-Fiction-Farce“ beschrieben. Das schließlich 2015 veröffentlichte Werk, das nicht als offizielles Monty-Python-Produkt gilt, stieß bei Kritik und Fans jedoch auf geringe Begeisterung.
Im November 2013 gaben Monty Python bekannt, an einer gemeinsamen Show zu arbeiten. Die Bühnenshow Monty Python Live (mostly), bestehend aus klassischen Sketchen und Video-Einspielungen sowie zahlreichen Liedern, wurde an zehn Abenden zwischen dem 1. und dem 20. Juli 2014 in der O₂-Arena in London aufgeführt. Die am 20. Juli 2014 gezeigte letzte Show wurde weltweit in ausgewählte Kinos und per Livestream im Internet übertragen und ist auch auf DVD bzw. Blu-Ray erhältlich.

## Werk

### Filme und Serien
- 1969–1974: Monty Python’s Flying Circus
- 1971–1972: Monty Python’s Fliegender Zirkus
- 1971: And Now For Something Completely Different (Monty Pythons wunderbare Welt der Schwerkraft)
- 1975: Monty Python and the Holy Grail (Die Ritter der Kokosnuß)
- 1979: Life of Brian (Das Leben des Brian)
- 1982: Live at the Hollywood Bowl (Monty Python Live at the Hollywood Bowl)
- 1983: The Meaning of Life (Der Sinn des Lebens)

### Filme, in denen mehrere Monty-Python-Mitglieder mitgewirkt haben
- 1977: Jabberwocky – Terry Gilliam, Michael Palin, Terry Jones
- 1978: The Rutles – All You Need Is Cash – Eric Idle, Michael Palin
- 1981: Time Bandits – John Cleese, Terry Gilliam, Michael Palin
- 1983: Dotterbart – John Cleese, Eric Idle, Graham Chapman
- 1985: Brazil – Terry Gilliam, Michael Palin
- 1988: Ein Fisch namens Wanda – John Cleese, Michael Palin
- 1988: Die Abenteuer des Baron Münchhausen – Terry Gilliam, Eric Idle
- 1989: Erik der Wikinger – John Cleese, Terry Jones
- 1993: Und ewig schleichen die Erben – John Cleese, Eric Idle
- 1996: Sturm in den Weiden – Terry Jones, Eric Idle, John Cleese, Michael Palin
- 1997: Wilde Kreaturen – John Cleese, Michael Palin
- 2007: Shrek der Dritte – John Cleese, Eric Idle (Stimmen)
- 2015: Zufällig allmächtig – John Cleese, Eric Idle, Terry Jones, Michael Palin, Terry Gilliam (Stimmen)

### Diskografie

#### Studioalben
| Jahr | Titel                                        | Höchstplatzierung, Gesamtwochen, AuszeichnungChartplatzierungen (Jahr, Titel, Platzierungen, Wochen, Auszeichnungen, Anmerkungen) | Höchstplatzierung, Gesamtwochen, AuszeichnungChartplatzierungen (Jahr, Titel, Platzierungen, Wochen, Auszeichnungen, Anmerkungen) | Höchstplatzierung, Gesamtwochen, AuszeichnungChartplatzierungen (Jahr, Titel, Platzierungen, Wochen, Auszeichnungen, Anmerkungen) | Höchstplatzierung, Gesamtwochen, AuszeichnungChartplatzierungen (Jahr, Titel, Platzierungen, Wochen, Auszeichnungen, Anmerkungen) | Höchstplatzierung, Gesamtwochen, AuszeichnungChartplatzierungen (Jahr, Titel, Platzierungen, Wochen, Auszeichnungen, Anmerkungen) | Anmerkungen                                                     |
| Jahr | Titel                                        | DE | AT | CH | UK | US | Anmerkungen                                                     |
| ---- | -------------------------------------------- | --- | --- | --- | --- | --- | --------------------------------------------------------------- |
| 1970 | Monty Python’s Flying Circus                 | — | — | — | — | US83 (15 Wo.)US | Erstveröffentlichung: 6. November 1970 Charteinstieg erst 1975  |
| 1971 | Another Monty Python Record                  | — | — | — | UK26 (3 Wo.)UK | — | Erstveröffentlichung: 8. Oktober 1971                           |
| 1972 | Previous Record                              | — | — | — | UK39 (4 Wo.)UK | — | Erstveröffentlichung: 8. Dezember 1972                          |
| 1973 | Matching Tie and Handkerchief                | — | — | — | UK49 (2 Wo.)UK | US48 (13 Wo.)US | Erstveröffentlichung: 7. Dezember 1973                          |
| 1974 | Live at Drury Lane                           | — | — | — | UK19 Silber · (8 Wo.)UK | — | Erstveröffentlichung: 28. Juni 1974                             |
| 1975 | Monty Python and the Holy Grail (Soundtrack) | — | — | — | UK45 (4 Wo.)UK | US87 (11 Wo.)US | Erstveröffentlichung: 18. Juli 1975                             |
| 1976 | Live at City Center                          | — | — | — | — | US186 (3 Wo.)US | Erstveröffentlichung: 3. Mai 1976                               |
| 1979 | Life of Brian (Soundtrack)                   | — | — | — | UK63 (3 Wo.)UK | US155 (2 Wo.)US | Erstveröffentlichung: 8. Oktober 1979                           |
| 1980 | Contractual Obligation Album                 | — | — | — | UK13 (8 Wo.)UK | US164 (9 Wo.)US | Erstveröffentlichung: 6. Oktober 1980                           |
| 1989 | Sings                                        | DE21 (16 Wo.)DE | AT19 (13 Wo.)AT | CH33 (5 Wo.)CH | UK62 Gold · (2 Wo.)UK | — | Erstveröffentlichung: 11. Dezember 1989 Charteinstieg erst 1991 |
| 2014 | Sings Again                                  | — | — | — | UK35 (3 Wo.)UK | — | Erstveröffentlichung: 30. Juni 2014                             |

grau schraffiert: keine Chartdaten aus diesem Jahr verfügbar
Weitere Veröffentlichungen
- 1977: Instant Record Collection
- 1983: The Meaning Of Life (Soundtrack)
- 1988: The Final Rip Off
- 1994: The Ultimate Rip Off
- The Hastily Cobbled Together for a Fast Buck Album (unveröffentlicht)

#### Singles
| Jahr | Titel Album                                  | Höchstplatzierung, Gesamtwochen, AuszeichnungChartplatzierungen (Jahr, Titel, Album, Platzierungen, Wochen, Auszeichnungen, Anmerkungen) | Höchstplatzierung, Gesamtwochen, AuszeichnungChartplatzierungen (Jahr, Titel, Album, Platzierungen, Wochen, Auszeichnungen, Anmerkungen) | Höchstplatzierung, Gesamtwochen, AuszeichnungChartplatzierungen (Jahr, Titel, Album, Platzierungen, Wochen, Auszeichnungen, Anmerkungen) | Höchstplatzierung, Gesamtwochen, AuszeichnungChartplatzierungen (Jahr, Titel, Album, Platzierungen, Wochen, Auszeichnungen, Anmerkungen) | Höchstplatzierung, Gesamtwochen, AuszeichnungChartplatzierungen (Jahr, Titel, Album, Platzierungen, Wochen, Auszeichnungen, Anmerkungen) | Anmerkungen                              |
| Jahr | Titel Album                                  | DE | AT | CH | UK | US | Anmerkungen                              |
| ---- | -------------------------------------------- | --- | --- | --- | --- | --- | ---------------------------------------- |
| 1983 | Galaxy Song The Meaning of Life              | — | — | — | UK77 (2 Wo.)UK | — | Erstveröffentlichung: 27. Juni 1983      |
| 1991 | Always Look on the Bright Side of Life Sings | DE3 (22 Wo.)DE | AT2 (14 Wo.)AT | CH3 (15 Wo.)CH | UK3 Silber · (9 Wo.)UK | — | Erstveröffentlichung: 23. September 1991 |
| 1992 | I Like Chinese Sings                         | DE67 (6 Wo.)DE | — | — | — | — | Erstveröffentlichung: März 1992          |

### Filme über Monty Python

#### Dokumentationen
- 2009: Almost the Truth (Monty Python – Fast die ganze Wahrheit!)

#### Weitere Filme
- 2011: Holy Flying Circus, Fernsehfilm über die Kontroversen um die Veröffentlichung des Films Das Leben des Brian im Jahr 1979
- 2012: A Liar's Autobiography: The Untrue Story of Monty Python's Graham Chapman

### Computerspiele
- 1984: The Quest for the Holy Grail – Ein Textadventure für den C64
- 1990: Monty Python’s Flying Circus (entwickelt von Core Design Ltd. und herausgegeben von Virgin Interactive Entertainment)
- 1994: Monty Python’s Complete Waste of Time (deutscher Titel: Monty Python’s Reine Zeitverschwendung)
- 1996: Monty Python and the Quest for the Holy Grail (deutscher Titel: Monty Python – Die Ritter der Kokosnuß)
- 1997: Monty Python’s The Meaning of Life

Diese Computerspiele wurden von 7th Level in Zusammenarbeit mit Eric Idle und Terry Gilliam entwickelt.

### Musical
- 2005: Monty Python’s Spamalot
- 2007: Not the Messiah (He's a Very Naughty Boy)
- 2014: Monty Python Live (mostly): One Down, Five To Go

## Auszeichnungen
- 1971: Rose von Montreux – Silberne Rose für Monty Python’s Flying Circus
- 1983: Cannes Film Festival – Großer Preis der Jury für Der Sinn des Lebens
- 1995: Rose von Montreux – Ehrenrose
- 2001: Europäischer Filmpreis für das Lebenswerk
- 2003: DVD Champion in der Kategorie Boxset für Monty’s Enzyklopythonia
- 2005: Rose d’Or – Aufnahme in die Hall of Fame

## Deutschsprachige Literatur
- 1982: Monty Python's vollständige & endgültige Theorie der Groteske
- 1992: Das Leben Brians. Drehbuch und apokryphe Szenen, von Michael Bodmer
- 1993: Monty Python’s Flying Circus, Sämtliche Worte. Band 1
- 1993: Monty Python’s Flying Circus, Sämtliche Worte. Band 2
- 1994: Die Ritter der Kokosnuß. Das vollständige Drehbuch mit Fotos und zusätzlichen Szenen. von Karsten Singelmann
- 1995: Monty Python’s Flying Circus: Selected Sketches, von Reinhard Gratzke
- 1997: Monty Python, von Andreas P. Pittler
- 1998: Monty Python. Der Sinn des Lebens. Drehbuch
- 1998: Empirisch-hermeneutische Analyse der BBC-Fernsehserie „Monty Python's Flying Circus“ (1969–1974) zur Herausarbeitung der immanenten Fernsehkritik in einer visionären Fernsehprogrammstruktur, von Grigorios Petsos
- 1999: Eine Python namens Monty, von Guido Mann
- 2003: Britischer Humor – Warum man über Monty Python lachen muss, von Adina Bienst
- 2004: Blackadder, Monty Python und Red Dwarf: Eine linguistische Untersuchung britischer Fernsehkomödien, von Alexander Brock
- 2007: Der Sinn des Lebens. Analyse der komischen Darstellungsformen bei Monty Python. von Julius Pöhnert
- 2007: Nonsense versus Tiefsinn? Ein interkultureller Vergleich der Fernsehsketche von Loriot und Monty Python: Über den deutschen und englischen Humor, von Cornelia Neumann
- 2008: Kommen wir nun zu etwas völlig anderem – 40 Jahre Monty Python, von Volker Bleeck
- 2008: Monty Python und die Ritter der Kokosnuß: Eine deskriptive Übersetzungskritik, von Gudrun Kleine Kappenberg
- 2008: Monty Python’s Flying Circus: Sämtliche Worte 1 + 2
- 2010: Das Monty Python Kochbuch, von Kirsten Püttjer und Volker Bleeck
- 2011: Von Shakespeare bis Monty Python: Eine transmediale Geschichte der englischen Komödie zwischen pragmatischer Poetik und generischem Gedächtnis, von Roy Sommer
- 2014: Von Pferden und Kokosnüssen. Das Ritterbild in „Monty Python and the Holy Grail“, von Patrik Grün
- 2016: Anachronismus, Juxtaposition, Dekonstruktion. Der Humor von Monty Python: Untersuchung am Beispiel von „Monty Python and the Holy Grail“ und „Monty Python's Life of Brian“, von Nadja Niyaz

## DVD- & Blu-ray-Veröffentlichungen in Deutschland
- 2000: Monty Pythons Der Sinn des Lebens (1 DVD) von Columbia
- 2001: Die wunderbare Welt der Schwerkraft (1 DVD) von Koch Media GmbH – DVD
- 2002: Die Ritter der Kokosnuss (2 DVDs) von Sony Pictures Home Entertainment
- 2003: Das Leben des Brian (1 DVD) von Sony Pictures Home Entertainment
- 2003: Die Ritter der Kokosnuss (2 DVDs) Special Edition von Sony Pictures Home Entertainment
- 2004: Montys Enzyklopythonia (4 DVDs) von Sony Pictures Home Entertainment
- 2004: Der Sinn des Lebens (2 DVDs) Special Edition von Universal
- 2005: Die wunderbare Welt der Schwerkraft (1 DVD) von Sony Pictures Home Entertainment
- 2006: Monty Python: In the Beginning (1 DVD) von Icestorm Entertainment
- 2006: Monty Python’s Personal Bests (6 DVDs) von Sony Pictures Home Entertainment
- 2007: Monty Python – Die Ritter der Kokosnuss (+ Audio-CD) [3 DVDs] von Sony Pictures Home Entertainment
- 2007: Do Not Adjust Your Set – Die frühen Jahre von Monty Python (2 DVDs) von Indigo
- 2007: At last the 1948 Show – Die frühen Jahre von Monty Python (2 DVDs) von Indigo
- 2007: Das Leben des Brian (digital remastered + Soundtrack + Bonus-DVD) (2 DVDs) von Sony Pictures Home Entertainment
- 2007: Monty Python Live at the Hollywood Bowl (1 DVD) von Sony Pictures Home Entertainment
- 2009: Monty Python – Die frühen Jahre [4 DVDs] von Indigo
- 2009: Monty Python: Almost the Truth – The Lawyer’s Cut (OmU) [3 DVDs / Blu-Ray] von Edel Germany GmbH
- 2009: 40th Anniversary Boxset Celebrating 400 Years of Monty Python [17 DVDs] von Sony Pictures Home Entertainment
- 2010: Monty Python – Not The Messiah (He’s a Very Naughty Boy) (1 DVD / Blu-ray) von Sony Pictures Home Entertainment
- 2010: Monty Python’s Flying Circus – Box (7 DVDs) von Sony Pictures Home Entertainment
- 2012: Die Ritter der Kokosnuss [Blu-ray] (1 DVD) von Sony Pictures Home Entertainment
- 2013: Der Sinn des Lebens – 30th Anniversary Edition [Blu-ray] von Universal Pictures Germany GmbH
- 2013: A Liar’s Autobiography – The Untrue Story of Monty Python’s Graham Chapman (OmU) (1 DVD) von Universum Film GmbH
- 2014: Monty Python – Live (Mostly) One Down Five to Go [1 DVD / 1 Blu-ray / 4 DVDs Special Edition] von Edel Germany GmbH
- 2015: Monty Python – Die Ritter der Kokosnuss (Anniversary Edition Specialty Box) [Blu-ray], Sony Pictures Home Entertainment
- 2016: Monty Python's Wunderbare Welt der Schwerkraft (Limited Collector's Edition) [Blu-ray], (2 Discs) Capelight Pictures (AL!VE)
- 2019: Monty Python's Fliegender Zirkus (2 DVDs), Pidax (AL!VE)
- 2022: Monty Python’s Flying Circus – Die Komplette Serie (7 DVDs / Blu-ray Box), Capelight Pictures (AL!VE)

## Rezeption

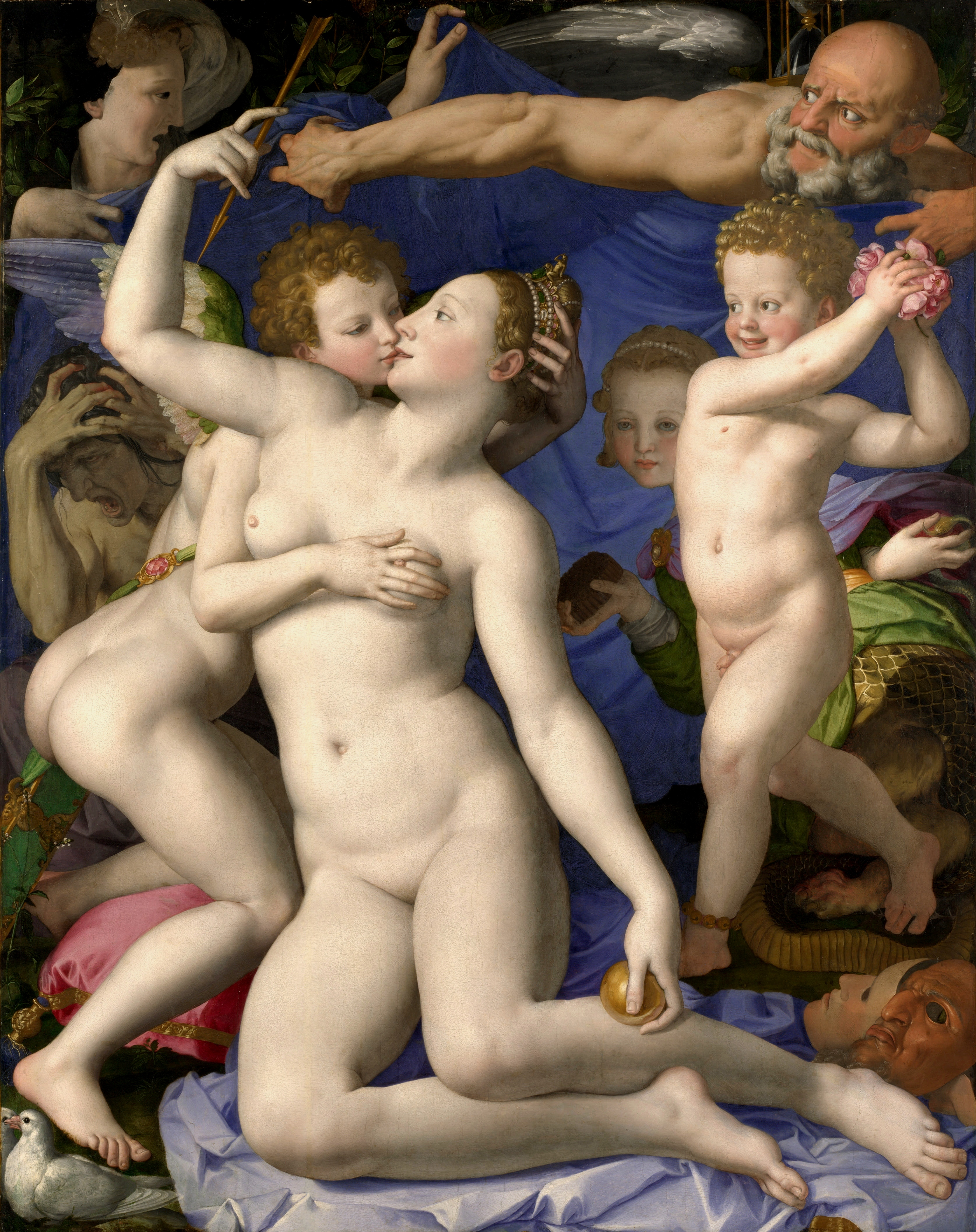
Der Originalfuß (unten links) in Allegoria del trionfo di Venere von Agnolo Bronzino

- Der Name der Programmiersprache Python geht auf die Verehrung für Monty Python durch den Autor Guido van Rossum zurück.
- Aus dem Sketch Das Ministerium für alberne Gangarten leitet sich der International Silly Walk Day am 7. Januar eines jeden Jahres ab.[9]
- Der Ausdruck Spam für massenhafte E-Mails wurde durch einen Sketch von Monty Python inspiriert, in dem immer wieder der Name der entsprechenden Dosenfleischmarke genannt wird (siehe auch Spam-Sketch).
- 1985 benannte der Paläontologe Scanlon eine in Australien entdeckte, heute ausgestorbene Art von Riesenrautenpython aus dem Miozän mit dem lateinischen Namen Montypythonoides riversleighensis.[10]
- Seit 1997 ist der Asteroid (13681) Monty Python nach der Gruppe benannt. Auch jedes einzelne Mitglied hat bereits seinen eigenen Asteroiden: (9617) Grahamchapman, (9618) Johncleese, (9619) Terrygilliam, (9620) Ericidle, (9621) Michaelpalin und (9622) Terryjones.
- Michael Diamond von den Beastie Boys sagte im Oktober 2018 in Los Angeles: „Uns hat Monty Python mindestens so stark beeinflusst wie der Punkrock.“[11]
- Trey Parker und Matt Stone, die Macher der Animationsserie South Park, haben Monty Python wiederholt als großen Einfluss genannt. Sie gelten auch als treibende Kraft hinter der Wiedervereinigung der Gruppe für die finale Show Monty Python Live (mostly) im Jahr 2014.[12]